# Parartemia longicaudata
Parartemia longicaudata är en kräftdjursart som beskrevs av Linder 1941. Parartemia longicaudata ingår i släktet Parartemia och familjen Parartemiidae. Inga underarter finns listade i Catalogue of Life.